# Hongya
Hongya  (en chino, 洪雅; pinyin, Hóng·Yǎ) es un condado  bajo la administración directa de la Prefectura Meishan en la Provincia de Sichuan, República Popular China.  Su área es de 1897 km² y su población total para 2010 superó los 300 mil habitantes. 

## Administración
Desde diciembre de 2019, el  Condado Hongya se divide en 12 pueblos administrados en  poblados.

## Toponimia
El topónimo Hongya [/jong-ya/] deriva directamente del río Hongya (洪雅川), actualmente conocido como río Anxi (安溪河), ubicado al noreste del condado. Este río se divide en dos secciones: la parte superior se denomina Hong (洪川), y la parte inferior, al confluir con el río Ya (雅河), da origen al nombre combinado de Hongya.
Según el Diccionario de Kangxi (康熙字典), los caracteres que forman el nombre tienen los siguientes significados: Hong (洪) significa 'grande', mientras que Ya (雅) se traduce como 'justo'. Por lo tanto, Hongya puede interpretarse como «la (tierra) de la grandeza y la rectitud», un nombre que refleja un significado simbólico para la región.